# Tribseer Straße 23 (Stralsund)

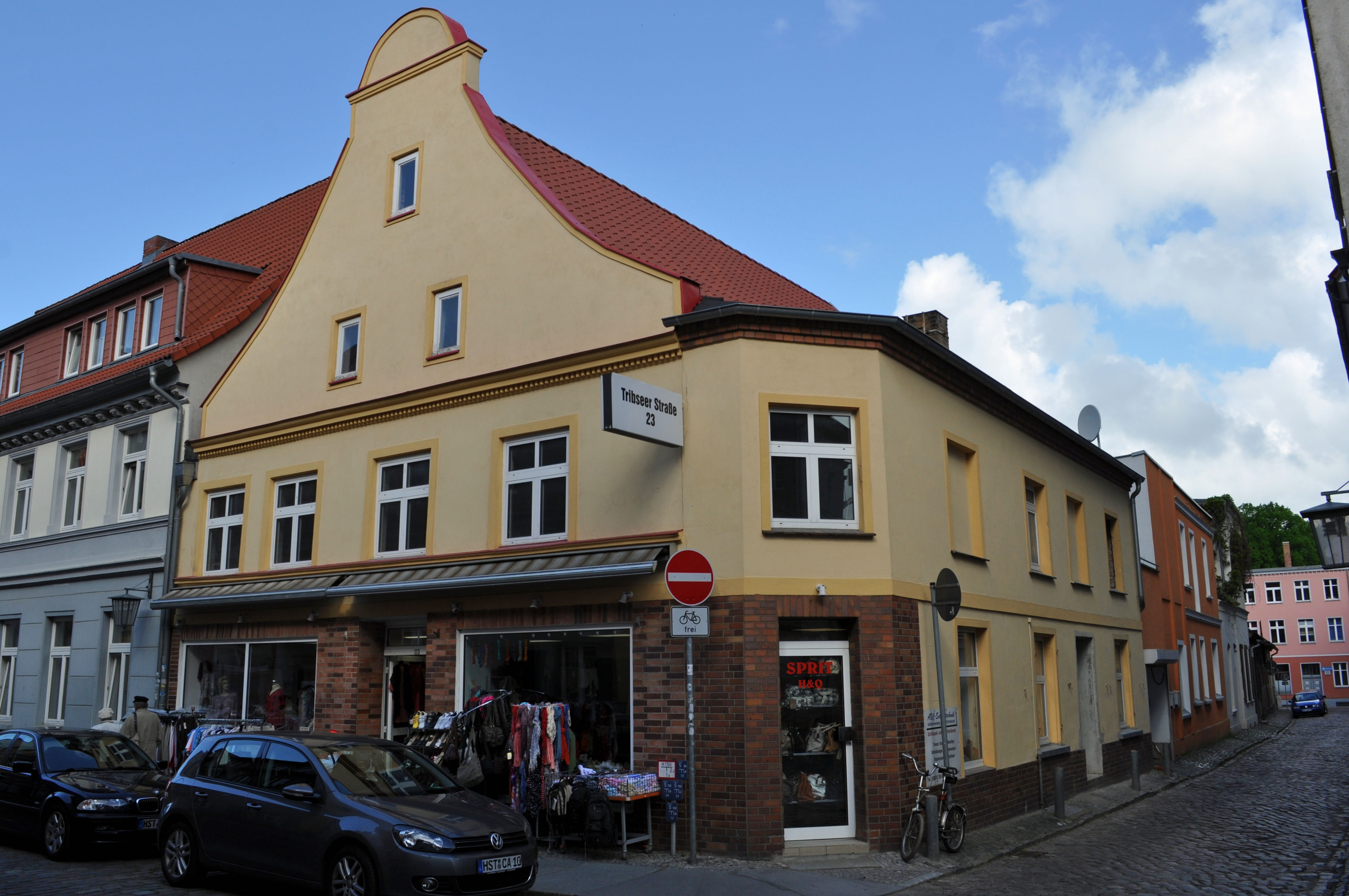
Das Haus Tribseer Straße 23 in Stralsund (2012)

Das Gebäude mit der postalischen Adresse Tribseer Straße 23 ist ein denkmalgeschütztes Bauwerk in der Tribseer Straße in Stralsund, an der Ecke zur Henning-Mörder-Straße.
Der zweigeschossige Putzbau mit Schweifgiebel wurde um das Jahr 1800 errichtet.
Das Erdgeschoss des zur Tribseer Straße giebelständigen Gebäudes wurde durch einen Ladeneinbau verändert. Der schlichte Schweifgiebel über einem Zahnschnittgesims ist original erhalten.
Das Haus liegt im Kerngebiet des von der UNESCO als Weltkulturerbe anerkannten Stadtgebietes des Kulturgutes „Historische Altstädte Stralsund und Wismar“. In die Liste der Baudenkmale in Stralsund ist es mit der Nummer 755 eingetragen.